# Triatlo nos Jogos Pan-Americanos de 2003
As competições de triatlo nos Jogos Pan-Americanos de 2003 foram realizadas em 10 de agosto de 2003 em Santo Domingo, República Dominicana. Foi a terceira edição do esporte no evento, que foi disputado para ambos os sexos.

## Classificação
- 3 vagas no Campeonato Regional da ITU no Rio de Janeiro em 15 de setembro de 2002
- 3 vagas nos Jogos Centro-Americanos e do Caribe em El Salvador em 28 de novembro de 2002
- 3 vagas na corrida de pontos da ITU em La Paz, Argentina em 2003
- 20 vagas pelo ranking da PATCO (que é extraído do ranking da ITU, para eventos apenas nas Américas). Se os países já tiverem preenchido o limite de 3 vagas nos critérios anteriores, as vagas seguirão pelo ranking.
- 5 vagas em convites
- 1 vaga para o país-sede República Dominicana

## Masculino
| Posição | Nome                        | Natação   | Ciclismo   | Corrida  | Tempo   |
| ------- | --------------------------- | --------- | ---------- | -------- | ------- |
|         | Hunter Kemper (USA)         | 19:57.90  | 57:45.30   | 33:22.40 | 1:52:00 |
|         | Vigilio de Castilho (BRA)   | 19:56.30  | 57:48.10   | 34:12.30 | 1:52:50 |
|         | Oscar Galíndez (ARG)        | 20:57.60  | 56:45.90   | 34:16.20 | 1:52:59 |
| 4       | Doug Friman (USA)           | 19:49.60  | 57:54.70   | 34:49.90 | 1:53:11 |
| 5       | Daniel Fontana (ARG)        | 19:59.10  | 57:46.70   | 35:18.50 | 1:53:28 |
| 6       | Paulo Miyashiro (BRA)       | 19:32.90  | 58:11.30   | 35:39.30 | 1:54:01 |
| 7       | José Zepeda (MEX)           | 20:03.80  | 57:28.70   | 36:14.20 | 1:54:17 |
| 8       | Brent McMahon (CAN)         | 19:58.80  | 57:46.00   | 36:14.20 | 1:54:46 |
| 9       | Leandro Macedo (BRA)        | 20:51.80  | 58:43.40   | 34:20.80 | 1:54:55 |
| 10      | Eligio Cervantes (MEX)      | 20:58.00  | 58:34.50   | 34:30.70 | 1:55:00 |
| 11      | Javier Rosas (MEX)          | 20:05.90  | 59:33.30   | 35:35.10 | 1:56:04 |
| 12      | Gilberto González (VEN)     | 20:05.50  | 59:27.50   | 35:47.20 | 1:56:16 |
| 13      | Felipe van de Wyngard (CHI) | 19:56.80  | 57:49.40   | 38:23.80 | 1:57:11 |
| 14      | Yean Jiménez (DOM)          | 20:57.20  | 58:38.50   | 36:54.80 | 1:57:24 |
| 15      | Victor Plata (USA)          | 20:06.60  | 59:28.80   | 36:45.10 | 1:57:24 |
| 16      | Leonardo Chacón (CRC)       | 20:49.80  | 58:44.40   | 37:31.90 | 1:58:06 |
| 17      | Yaccery Leal (CUB)          | 20:59.10  | 58:39.00   | 37:59.60 | 1:58:33 |
| 18      | Paul Tichelaar (CAN)        | 20:02.10  | 57:13.80   | 40:40.40 | 1:58:52 |
| 19      | Matias Optiz (CHI)          | 22:07.00  | 1:00:50.50 | 36:19.70 | 2:00:15 |
| 20      | Sean Bechtel (CAN)          | 20:01.90  | 57:13.30   | 42:05.50 | 2:00:17 |
| 21      | Ezequiel Morales (ARG)      | 22:05.30  | 1:00:55.60 | 37:21.50 | 2:01:17 |
| 22      | Carlos Friely (GUA)         | 23:12.50  | 1:00:29.40 | 37:01.00 | 2:01:48 |
| 23      | Agustin Fontes (VEN)        | 20:57.10  | 58:36.90   | 41:16.40 | 2:02:00 |
| 24      | Carlos Loor (ECU)           | 20:04.20  | 59:31.60   | 41:46.90 | 2:02:26 |
| 25      | Gabriel Rojas (VEN)         | 20:50.10  | 58:40.90   | 44:40.70 | 2:05:20 |
| 26      | Anthony van Lierop (SUR)    | 21:02.00  | 1:01:57.10 | 41:38.90 | 2:05:35 |
| 27      | Robert Nuñéz (DOM)          | 22:01.90  | 1:00:56.20 | 43:11.20 | 2:07:12 |
| 28      | Guillermo Nantes (URU)      | 21:37.10  | 1:01:27.30 | 44:07.90 | 2:08:04 |
| 29      | Fabio Campo (CRC)           | 23:11.30  | 1:00:25.90 | 43:15.50 | 2:08:12 |
| 30      | Roberto Machado (CRC)       | 23:11.70  | 1:00:33.40 | 43:54.50 | 2:08:41 |
| 31      | Daniel de Montreuil (PER)   | 22:01.90  | 1:01:39.50 | 49:22.50 | 2:14:14 |
| —       | Cristian Bustos (CHI)       | 23:18.800 | 1:00:20.20 | —        | NT      |
| —       | Juan Enderica (ECU)         | 21:00.80  | —          | —        | NT      |
| —       | Angel Mogrovejo (ECU)       | 21:32.70  | —          | —        | NT      |
| —       | Jonathan Monsanto (DOM)     | 24:55.70  | —          | —        | NT      |
| —       | Carlos Doce (PAR)           | 25:00.50  | —          | —        | NT      |
| —       | Ricardo Cardeño (COL)       | —         | —          | —        | NC      |

## Feminino
| Posição | Nome                     | Natação  | Ciclismo   | Corrida  | Tempo   |
| ------- | ------------------------ | -------- | ---------- | -------- | ------- |
|         | Jill Savege (CAN)        | 18:33.60 | 1:02:16.80 | 37:38.70 | 1:59:30 |
|         | Sheila Taormina (USA)    | 18:30.50 | 1:02:15.30 | 39:26.20 | 2:00:12 |
|         | Becky Gibbs (USA)        | 18:36.20 | 1:02:12.30 | 39:48.20 | 2:00:36 |
| 4       | Carla Moreno (BRA)       | 18:49.80 | 1:05:06.60 | 37:55.10 | 2:01:51 |
| 5       | Sandra Soldan (BRA)      | 18:49.70 | 1:05:10.80 | 38:14.00 | 2:02:14 |
| 6       | Mariana Ohata (BRA)      | 19:52.50 | 1:04:04.50 | 39:18.00 | 2:03:15 |
| 7       | Gillian Moody (CAN)      | 19:53.90 | 1:04:08.80 | 39:32.70 | 2:03:35 |
| 8       | Julie Swail (USA)        | 18:52.30 | 1:05:05.30 | 40:22.10 | 2:04:19 |
| 9       | Nancy Álvarez (ARG)      | 19:59.40 | 1:04:00.70 | 40:59.60 | 2:04:59 |
| 10      | Natasha Filliol (CAN)    | 21:11.10 | 1:06:27.60 | 38:26.60 | 2:06:05 |
| 11      | Esther Aguayo (MEX)      | 19:54.30 | 1:03:59.40 | 42:17.10 | 2:06:10 |
| 12      | Yaricel Romero (CUB)     | 22:00.40 | 1:06:57.90 | 41:50.30 | 2:10:48 |
| 13      | Niurka Guirola (CUB)     | 22:00.00 | 1:07:01.50 | 43:43.90 | 2:12:45 |
| 14      | María Soledad Omar (ARG) | 22:00.80 | 1:06:55.80 | 44:59.80 | 2:13:56 |
| 15      | Maria Barrera (MEX)      | 21:53.70 | 1:09:34.00 | 43:34.00 | 2:15:02 |
| 16      | Fiorella d'Croz (COL)    | 21:34.60 | 1:07:24.00 | 47:51.80 | 2:16:50 |
| 17      | Monica Umaña (CRC)       | 21:59.40 | 1:10:47.70 | 48:37.90 | 2:21:25 |
| 18      | Anabel Mateo (DOM)       | 20:52.90 | 1:08:05.40 | 55:14.20 | 2:24:12 |
| —       | Melissa Duran (DOM)      | 21:49.80 | —          | —        | NT      |
| —       | Viviana Chavarria (CRC)  | 21:52.90 | —          | —        | NT      |
| —       | Ana Paula Ortega (ARG)   | 22:00.10 | —          | —        | NT      |
| —       | Agnes Eppers (BOL)       | 26:58.50 | —          | —        | NC      |
| —       | Maria Morales (COL)      | —        | —          | —        | NC      |